# Чуйкевич, Сергей Петрович
Сергей Петрович Чуйкевич (1874 — после 1940) — полковник 42-й артиллерийской бригады, герой Первой мировой войны.

## Биография
Из потомственных дворян Полтавской губернии. Сын подпоручика Петра Антоновича Чуйкевича и жены его Екатерины Александровны.
Окончил Петровский Полтавский кадетский корпус (1893) и Александровское военное училище (1895), откуда выпущен был подпоручиком в 19-ю артиллерийскую бригаду. Произведен в поручики 27 июля 1899 года.
15 декабря 1900 года переведен в 9-ю артиллерийскую бригаду, а 25 августа 1902 года произведен в штабс-капитаны. Участвовал в русско-японской войне, был награжден двумя орденами за отличия в боях при Ляояне и на реке Шахэ. 23 июня 1905 года переведен в 44-ю артиллерийскую бригаду, а 12 августа 1907 года произведен в капитаны. В 1910 году был переведен в 42-ю артиллерийскую бригаду, штаб которой находился в Киеве.
С началом Первой мировой войны был переведен в 78-ю артиллерийскую бригаду, где назначен командующим 4-й батареей. Удостоен ордена Св. Георгия 4-й степени
За то, что в боях с 26 по 29 августа 1914 года под Равой-Русской, не взирая на губительный перекрестный огонь артиллерии разных калибров, с полным забвением опасности и блестящим мужеством, огнем своей батареи привел к вынужденному молчанию неприятельскую тяжелую артиллерию и, привлекая огонь многочисленной артиллерии противника на себя, оказал самоотверженную поддержку наступлению своей пехоты.
17 сентября 1915 года произведен в подполковники «за отличия в делах против неприятеля», с утверждением в должности командира батареи. 19 июня 1917 года произведен в полковники «за отличия в делах против неприятеля», а 27 июня назначен командующим 2 дивизионом той же бригады.
В эмиграции в Югославии. Состоял членом Общества офицеров-артиллеристов. Умер не ранее 1940 года. Был женат.

## Награды
- Орден Святого Станислава 3-й ст. с мечами и бантом (ВП 22.01.1906)
- Орден Святой Анны 3-й ст. с мечам и бантом (ВП 23.02.1906)
- Орден Святого Станислава 2-й ст. (ВП 28.02.1910)
- Орден Святой Анны 2-й ст. с мечами (ВП 8.01.1915)
- Орден Святого Георгия 4-й ст. (ВП 3.02.1915)
- мечи к ордену Св. Станислава 2-й ст. (ВП 5.06.1915)
- Орден Святого Владимира 4-й ст. с мечами и бантом (ВП 22.08.1915)
- Высочайшее благоволение «за отличия в делах против неприятеля» (ВП 28.11.1916)